# Дењи
Дењи (фр. Daigny) насеље је и општина у североисточној Француској у региону Шампањ-Арден, у департману Ардени која припада префектури Седан.
По подацима из 2011. године у општини је живело 352 становника, а густина насељености је износила 123,51 становника/km². Општина се простире на површини од 2,85 km². Налази се на средњој надморској висини од 170 метара.

## Демографија
| 1962. | 1968. | 1975. | 1982. | 1990. | 1999. | 2011. |
| ----- | ----- | ----- | ----- | ----- | ----- | ----- |
| 347   | 371   | 367   | 361   | 384   | 352   | 352   |

График промене броја становника у току последњих година